# Hyperextension

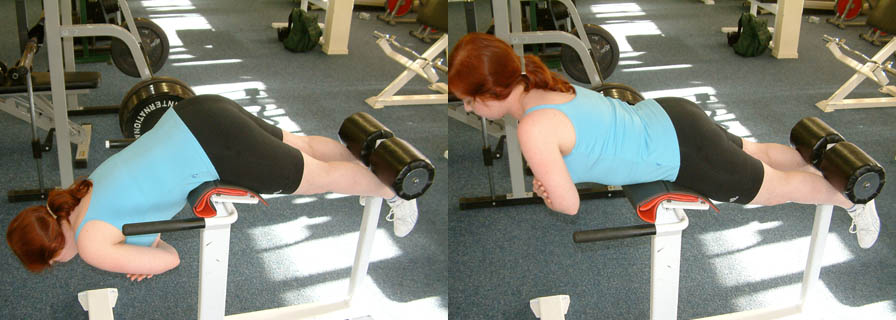
Fasi dell'estensione eseguita su panca romana.

L'hyperextension, o estensioni alla hyperextension, o estensioni del dorso, è un esercizio svolto su panca romana che sforza la zona lombare, più specificatamente il muscolo sacrospinale.

## Esecuzione

### Fasi
L'esecuzione delle estensioni su panca romana possono essere divise in due parti: il posizionamento e l'esecuzione.
1.Posizionamento
Prima di eseguire l'esercizio, bisogna regolare la panca romana in modo da bloccare le gambe per concentrare il lavoro sui glutei e sui muscoli ischiocrurali.
- Bisogna fissare i talloni al supporto inferiore della panca.
- La schiena deve essere in linea retta con le gambe, per evitare irritazioni di superfici articolari della schiena.
- Posizionare le mani incrociate all'altezza del petto oppure dietro la nuca.
- Se si è già allenati, si può utilizzare un carico da tenere attaccato al petto con le braccia per rendere l'esercizio più faticoso e difficile.

2.Esecuzione
Questa è la fase principale dell'esercizio. 
- Si abbassa il busto verso il basso, facendo attenzione a non superare l'angolo di 90° rispetto alle gambe e mantenere la zona lombare distesa.
- Una volta giù, eseguire il movimento a ritroso per tornare nella posizione iniziale, facendo attenzione a non ipertendere la schiena (andare oltre la linea retta creata dalle gambe).  - Fasi dell'esercizio

Fasi dell'esercizio
Prima fase (posizionamento)
Seconda fase (scesa verso il basso)
Terza fase (ritorno alla posizione iniziale)

  - Prima fase (posizionamento)
  - Seconda fase (scesa verso il basso)
  - Terza fase (ritorno alla posizione iniziale)

### Errori comuni
Alcuni errori comuni mentre si esegue l'estensione alla panca romana sono:
- Tenere il carico dietro la testa: tenere il carico dietro la testa invece che tenerlo sul petto provoca un aumento della pressione sui dischi intervertebrali nella regione cervicale.
- Ipertendere la schiena durante la fase di estensione: eseguire un'iperstensione della schiena può provocare danni alle vertebre.

## Muscoli coinvolti
I muscoli maggiormente coinvolti durante l'esecuzione dell'esercizio sono:
- Muscoli paravertebrali
- Muscolo quadrato dei lombi
- Glutei
- Muscoli ischiocrurali
  - Bicipite femorale
  - Muscolo semitendinoso
  - Muscolo semimembranoso